# Francisco de Aguirre
Francisco de Aguirre Meneses, también conocido como Francisco de Aguirre "el Viejo" (Talavera de la Reina, Corona de Castilla, c. 1500-La Serena, Capitanía General de Chile, 1581), fue un militar, explorador y conquistador español que participó en la conquista de Chile y del noroeste de Argentina. Fue elegido alcalde de primer voto de la recién fundada ciudad de Santiago de la Nueva Extremadura en marzo de 1541. Después fue asignado como teniente de gobernador del Tucumán de 1553 a 1554 y posteriormente a la muerte de Valdivia fue nombrado de facto como cogobernador de Chile, junto a Villagra en el sur y a Quiroga en el centro de la gobernación, y luego como gobernador del Tucumán en dos oportunidades, de 1565 a 1566 y de 1569 a 1570. Fue el fundador de Santiago del Estero (Argentina), y refundador de La Serena (Chile).

## Origen familiar y primeros años
Francisco de Aguirre nació en 1500 en la localidad de Talavera de la Reina, Corona de Castilla. Era hijo de Hernando de la Rúa Ramírez, descendiente del mayorazgo de su casa. Contador de la real hacienda de S.M.R. y de la hidalga, Constanza de Meneses Aguirre, dueña de unas tierras en casar, a una legua de talavera. una bisnieta de don Juan Alfonso Téllez de Meneses, IV conde de Barcelos y I de Ourém. y de Teresa Sánchez de Portugal, hija del rey Sancho I y María Páez de Ribeiro.
Por lo tanto era un descendiente directo del rey Alfonso I de Portugal, rey de Portugal, a través del hijo de éste, el monarca Sancho I de Portugal, lo que emparentaba así el linaje de la Casa de Meneses con los descendientes de la Casa de Borgoña. También, por esta línea familiar, los ligaba con los monarcas de los reinos de Asturias, Castilla, León, Aragón, Navarra, Portugal, la dinastía de los Capetos de Francia, la dinastía Hohenstaufen de Alemania, la casa de Plantagenet de Inglaterra, la casa de Normandía y la casa de Uppsala, de quienes, entre otros, desciende en línea de parentesco directa.
Si bien su padre y abuelo paterno utilizaron el apellido De la Rúa, Francisco siempre utilizó el apellido Aguirre que probablemente habría sido el apellido materno de su padre o el de su madre. Para entonces, era frecuente en España tomar y portar el apellido que se consideraba más honroso, de alguno de sus ascendientes.

## Juventud
Como todos los jóvenes de su época, Aguirre se incorporó a las tropas imperiales de Carlos I de España. La península italiana era el gran escenario bélico de la época. En 1521, las tropas de Carlos I vencieron a las francesas tomando Milán. Formaban el ejército vencedor soldados españoles, italianos y alemanes. Y entre ellos, bravos soldados como Pedro de Valdivia, Francisco de Aguirre, Juan Gregorio Bazán, Francisco Pizarro, Juan Pérez de Zurita, Jerónimo de Alderete y muchos otros que luego se destacaron en las conquistas del Perú, Chile y Argentina.
En 1525, Aguirre tuvo una destacada actuación en la memorable batalla de Pavía, en la que los soldados de Carlos I derrrotaron a los franceses y aprehendieron al rey Francisco I de Francia.
Las cartas y sus documentos revelan que poseía una inteligencia cultivada. De entre los conquistadores, fue uno de los que más legítimos títulos podía blasonar de la nobleza de su cuna.

### Saqueo de Roma

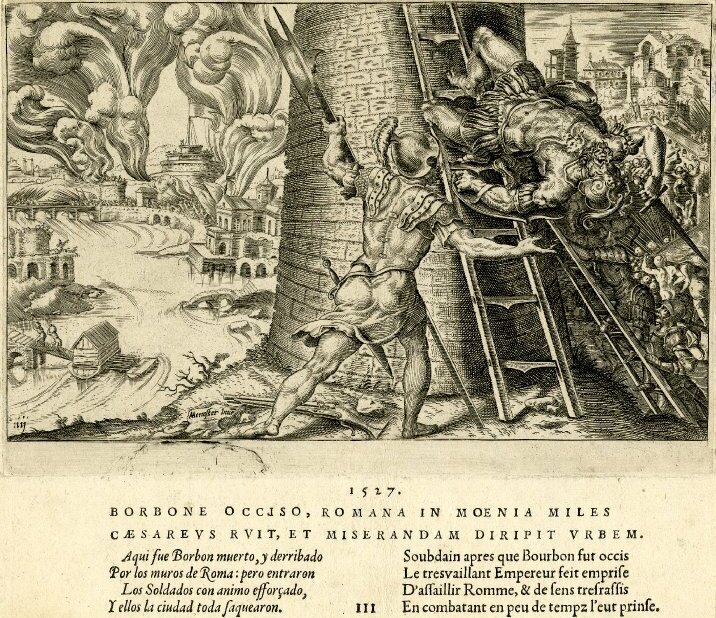
Saqueo de Roma, el 6 de mayo de 1527.

En 1527, cuando las tropas imperiales atacaron la ciudad de Roma, el alférez Aguirre volvió a destacarse de manera superlativa. Durante más de dos meses los invasores imperiales se dedicaron a saquear la Ciudad Eterna, sus palacios, iglesias, claustros, conventos, con violación a sus mujeres, etc. En la tropa que revistaba Aguirre había muerto su jefe en combate, es por esto que tomó el mando de la misma. Reunió a sus soldados y defendió con denuedo un convento de religiosas que estaba siendo atacado y era objeto de pillaje. Este gesto no pasó inadvertido y de él tomaron conocimiento tanto el emperador como el Papa Clemente VII. En la oportunidad el sumo pontífice, en agradecimiento, le indicó a Aguirre que podía pedirle alguna gracia. Aguirre no dejó pasar esa oportunidad y le solicitó le autorizase el casamiento con su prima hermana, María de Torres y Meneses. En ese tiempo no se solía dispensar el casamiento entre ese tipo de parientes, sin embargo el Papa inmediatamente lo autorizó.
A su vez, el rey Carlos I lo premió designándolo corregidor (magistrado) de su ciudad, Talavera de la Reina. Sin embargo, no existen antecedentes de que Francisco de Aguirre hubiese ejercido tal oficio en Talavera. Se cree que se trató de una dotación de carácter económico bajo el cargo de corregidor, un título honorífico y remunerado.

## Llegada a América
En 1534, se embarcó hacia América acompañado por su hijo Hernando (de seis años de edad), y por su sobrino Miguel de Ardiles y Aguirre. Desde la isla de Cuba viajó al Perú en 1537, junto a 400 soldados castellanos que acudían a socorrer a Francisco Pizarro, que luchaba contra los incas. En Panamá se hizo de caballos, armas, un negro y criados españoles.
Arribó al Perú al tiempo que Pizarro había capturado al Inca Atahualpa, al que ejecutó. De inmediato, Aguirre se puso a las órdenes del conquistador del Perú y tuvo destacada actuación en todas las campañas y en la dominación de los incas. Más tarde ayudó en la provincia de los Charcas al capitán Diego de Rojas, quien era también teniente gobernador o encargado de dicha provincia, después de que Rojas se dirigiera hacia los Chunchos por el valle de los chiriguanaes de Tarija para encontrarse con Pedro de Candia, Aguirre se quedó como encargado o teniente gobernador de Charcas, meses después Aguirre organizó sus huestes y se dirigió a los Chunchos en busca de Rojas y su lugarteniente Francisco de Villagra.

### Arribo a Chile
Diego de Rojas quien ya se estaba para regresar a Charcas se encontró con Aguirre, Rojas envió a Aguirre en busca de un asiento donde su gente pudiera reformarse, de esa manera Aguirre salió de oriente (valle de Tarija, Pampa de Tacsara y el río San Juan) para llegar al occidente, principalmente a la provincia de Chichas; Rojas dejaría abandonado a Aguirre partiendo rumbo a Cuzco, su tropa en parte se fueron a Charcas y otras se unieron a Aguirre y a Francisco de Villagra, por su parte Francisco de Aguirre y sus huestes de más de 20 hombres, se dirigieron hacia a Atacama a la espera de Pedro de Valdivia.
Aguirre había conocido a Pedro de Valdivia en las guerras de Italia y al encontrarse con él nuevamente en Lima, decidió acompañarlo en su expedición de conquista de Chile en 1540 esperándolo en Atacama. Por ser su hombre de confianza, Aguirre alcanzó un lugar preeminente en la incipiente colonia, siendo alcalde ordinario del primer Cabildo de Santiago de Chile en 1541, función que volvió a desempeñar en 1545 y 1549.

### Refundación de La Serena

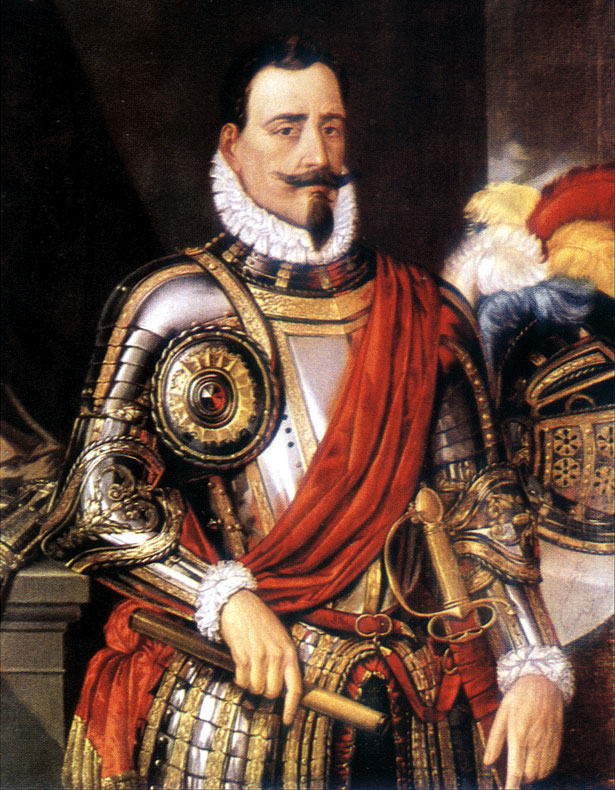
Pedro de Valdivia, compañero de Aguirre en la conquista de Chile, por Madrazo.

Nombrado teniente gobernador de la zona entre el río Choapa y Atacama, Valdivia le encargó la reconstrucción de La Serena destruida por los indígenas en el norte, ya que había demostrado mano dura en la guerra contra los aborígenes y en el castigo de ellos. El 26 de agosto de 1549, Aguirre refundó la ciudad, construyendo un fuerte para defenderse de los ataques, para después ponerse al frente de su tropa y marchar en persecución de los indígenas a quienes derrotó. El norte de Chile quedó libre de resistencia indígena desde ese entonces, pero también mucho más despoblado y con menos mano de obra.
El 8 de octubre de 1551 el gobernador Pedro de Valdivia nombró a Aguirre como su lugarteniente para las ciudades de La Serena y El Barco en el Tucumán, y para todas las ciudades y villas que hubiere en las tierras de su jurisdicción, hasta llegar al Mar del Norte (Océano Atlántico). A la vez, revocaba a Juan Núñez de Prado todo mandato que hubiere recibido con antelación. Esta provisión de Valdivia pasaba por encima de aquella que el virrey Pedro de la Gasca otorgara dos años antes a Núñez de Prado. Un funcionario de menor jerarquía, en este caso gobernador, estaba revocando una resolución de otro superior, en este caso el virrey del Perú.
Entre Valdivia y Aguirre existía una manifiesta simpatía y estimación mutua, que llevaba a este último a considerar que debía entenderse directamente con Valdivia, sin mediación de ninguna otra autoridad. Ellos entendían que si conquistaban a su costa las tierras que estaban entre los Andes y el Mar del Norte (Océano Atlántico) y fundaban algunas ciudades, y así se lo informaban al rey de España, el monarca les acordaría jurisdicción sobre ellas, uniendo de esa manera todas las tierras del Pacífico hasta el Atlántico en una sola gobernación.

### Entrada al Tucumán
Siendo teniente de gobernador de Valdivia, Aguirre fue a La Serena y desde allí cruzó la Cordillera de los Andes con unos treinta hombres; ingresó al territorio de los juríes y exploró esas tierras.
En una segunda entrada, Aguirre alistó una compañía de setenta soldados muy bien pertrechados, con caballos, armamentos, pólvora, herrajes, etc. El conquistador fue acompañado también por sus hijos y sobrinos. Con esta fuerza salió de Copiapó en noviembre de 1552, cruzó nuevamente la Cordillera de los Andes y llegó a comienzos de 1553 al lugar donde estaba ubicado El Barco II, que encontró deshabitado. Siguiendo las huellas e informes de los indígenas siguió hacia los juríes, y tras un mes de búsqueda finalmente encontró el asentamiento de Juan Núñez de Prado.
El 20 de mayo de 1553 llegó a El Barco III e ingresó en horas de la noche, por sorpresa, y como Núñez de Prado no se encontraba en ese momento, se apoderó de ella sin ninguna dificultad. Tomó prisionero al capitán Juan Vázquez, que gobernaba la ciudad en ese momento, y procedió a prender a todas las autoridades, despojando de sus armas a todos los hombres. Como los habitantes de la ciudad de El Barco eran inferiores a los hombres de Aguirre en cantidad y armamentos, este tomó posesión de la ciudad, convocó a todos los vecinos y al Cabildo, les notificó de su designación por parte de Valdivia y la agregación de esa ciudad a la Gobernación de Chile. También les requirió en forma obligatoria que debían reconocerlo por nuevo teniente de gobernador y justicia mayor.
Al regresar Núñez de Prado a la ciudad, fue tomado prisionero y enviado a Chile. Luego de esto, Aguirre procedió a efectuar una nueva elección de autoridades, haciéndose proclamar como el sustituto legal de Núñez de Prado.

## Primer gobierno del Tucumán (1553-1554)

### Fundación de Santiago del Estero
Por su temperamento, Aguirre no aceptaba que la ciudad tuviese otro fundador que no fuera él. Quiso revestirla como obra propia. A mediados de 1553, resolvió mudar la ciudad de El Barco III, trasladándola a un cuarto de legua hacia el noroeste, siempre al lado del río Dulce. Borró a la ciudad de Núñez de Prado de todo vestigio y de restos materiales, y hasta el nombre para que no se la recordara. Sostuvo también que el traslado fue para sustraerla de las continuas crecientes del río Dulce y para una mayor seguridad debido a las amenazas de los lules. 
Buscó una zona mejor desde el punto de vista defensivo para contener el ataque de los naturales. La ubicó de tal manera que entrara en la jurisdicción de la Gobernación de Chile. La zona elegida se encontraba rodeada por un bosque y había alrededor de 86 000 indígenas (tonocotés) que Aguirre luego otorgó en encomiendas.
Aguirre trasladó la ciudad un 25 de julio de 1553 y la rebautizó con el nombre de Santiago del Estero del Nuevo Maestrazgo. Le colocó Santiago, porque el día 25 de julio es la festividad de Santiago Apóstol, el gran Patrón de las Españas; y “del Estero”, por los esteros o lagunas que formaba allí el río tras sus inundaciones. La ceremonia de clavar el rollo de la justicia fue en este caso sin sacerdotes ya que Aguirre los había deportado y hasta 1556 no vinieron otros. Actualmente Santiago del Estero es la ciudad más antigua del territorio nacional argentino que aún se mantiene en pie. La falta de documentos impide conocer con exactitud el número de los primeros pobladores, que se calcula que puede haber oscilado entre noventa y cien. Nunca se encontró acta alguna de ese traslado o mudanza de lugar o fundación, ni datos referidos o que den cuenta acerca de cómo habría sido la traza urbana y morfología.
Aguirre designó como Justicia Mayor a su sobrino, el capitán Nicolás de Aguirre. Cuando este murió, designó a otro sobrino, Rodrigo de Aguirre, que lo habían acompañado desde Chile.

### Exploración de la región
Durante su primer gobierno en el Tucumán, y luego de trasladar El Barco III y bautizarlo como Santiago del Estero, se dedicó a recorrer la región, llegando al río Bermejo (hoy Chaco), al río Paraná (hoy Santa Fe), recorrió los ríos Dulce, Salado, y los ríos Primero, Segundo y Tercero (hoy Córdoba). Llegó a la tierra de los comechingones y pensó que ese era el lugar indicado para fundar una ciudad entre Santiago del Estero y el Río de la Plata, lugar en donde veinte años más tarde Jerónimo Luis de Cabrera fundó Córdoba.
En mayo de 1554, Aguirre estimó necesario trasladarse hacia Chile para traer semillas, plantas, herramientas, labradores, etc.

### Regreso a Chile

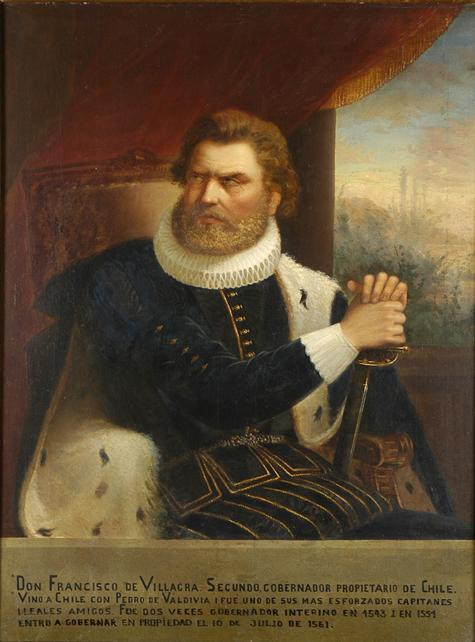
Francisco de Villagra, por Pedro León Carmona. Aguirre disputó con él la gobernación de Chile.

El 22 de marzo de 1554 llegaron desde Chile el capitán Juan de Aguirre y Diego Álvarez trayéndole las gravísimas e inesperadas noticias de la muerte de Pedro de Valdivia, ocurrida en un combate contra los araucanos en la Batalla de Tucapel. Se abrió su testamento, que lo designaba a él gobernador de Chile en ausencia de Jerónimo de Alderete. Cuando recibió la noticia, los Cabildos de Chile, ante la emergencia y el pánico, ya habían designado como gobernador a Francisco de Villagra, debido a que Alderete estaba en España y Aguirre en el Tucumán
Sus amigos de La Serena le suplicaban su inmediato regreso. Aguirre dictó un decreto designando como teniente de gobernador y capitán general de Santiago del Estero a uno de sus primos, el capitán Juan Gregorio Bazán. El 28 de marzo convocó al Cabildo de Santiago del Estero, informó la situación, hizo acatar la nueva designación y partió hacia Santiago de Chile. Se llevó de Santiago del Estero buena parte de los caballeros y soldados existentes en esta ciudad, lo que significó dejarla en el desamparo. El cruce de la cordillera fue difícil, ya que se anticipó la llegada del invierno y las abundantes nevadas mataron muchos de los indígenas y negros que llevaba y veintidós caballos.

## Gobernador de Chile (1554-1555)
En La Serena, lo recibieron como capitán general y justicia mayor. Comunicó esta elección a Santiago de Chile, haciendo decir que las tropas de su mando estaban dispuestas a sostenerlo en este cargo, que por lo demás le correspondía de derecho en virtud del testamento de Valdivia. 
El Cabildo de Santiago, sin embargo, no capituló a la fuerza, por lo que Aguirre mandó a su hijo Hernando con una parte de sus tropas, que fueron desarmadas en Santiago. También comenzaron las desavenencias por el mando de Chile entre Aguirre y Francisco de Villagra. Finalmente el conflicto se resolvió cuando en febrero de 1555 se le envió una petición a la Real Audiencia de Lima, la cual dejó sin efecto las designaciones de ambos y determinó que los cabildos debían tomar el mando por seis meses, hasta que el nuevo virrey designase un nuevo Gobernador. Si expiraba el plazo, Francisco de Villagra sería el gobernador, quedando entretanto a cargo del ejército en el sur. Aguirre quiso desconocer el fallo, pero la poca fuerza que tenía no le iba a bastar para derrotar a Villagra si hubiese un enfrentamiento, por lo que lo aceptó de muy mala gana.
En 1557 llegó el nuevo gobernador designado por el virrey Andrés Hurtado de Mendoza, quien era nada menos que su hijo, don García. Entre las primeras acciones del nuevo gobernador, tomó presos a Aguirre y a Villagra, a pesar de que se habían portado muy corteses frente a él.
A pesar del conflicto político en Chile, Aguirre continuó ocupándose de Santiago del Estero, enviando alimentos, ropas, ganado, frutales, armas, municiones y tropas para protegerla. También envió un sacerdote para pacificar y adoctrinar a los indígenas.

## Primer proceso de Aguirre (1555)
El nuevo virrey del Perú, Andrés Hurtado de Mendoza, llegó en junio de 1556 y designó como gobernador de Chile a su propio hijo García Hurtado de Mendoza. El nuevo gobernador trajo un plan para deshacerse de Villagra y Aguirre, pretendientes del gobierno de Chile, a quienes el virrey los veía como individuos de la peor especie. García tomó presos a ambos y los embarcó hacia Lima en 1557. Al abordar el barco que los llevaría al Perú y estando presos ambos en una celda reducida en el interior del mismo, la leyenda pone en la boca de Villagra las siguientes palabras que le dijo a Aguirre: “Mire vuestra merced, señor general, lo que son las cosas del mundo, que ayer no cabíamos los dos en un reino tan grande como Chile y que hoy nos hace don García caber en una tabla”. En ese momento se reconciliaron los dos capitanes, que antes de su enfrentamiento habían sido amigos.
A Aguirre se le imputó haber tomado la ciudad de El Barco por la fuerza, sin un mandato legítimo, haber desconocido la designación de Juan Núñez de Prado por el presidente de la Real Audiencia de Lima, Pedro de La Gasca; de desacato, resistencia a la justicia, muertes, malos tratos a los naturales y otros delitos, aunque no se los mencionaba.
Su apresamiento en Perú no fue del agrado del rey y sus consejeros, por lo que luego de dos años de cárcel fue dejado en libertad, aunque recibió como pena accesoria la prohibición de regresar a Chile. El virrey del Perú como su hijo, el gobernador de Chile, de ninguna manera querían que Aguirre regresara a la Gobernación de Chile.
Sin embargo, pudo regresar a dicha gobernación en 1559. Allí se instaló en su finca de Copiapó, en su casa que los amigos conocían como el "Castillo de Montalván" y se dedicó a las tareas agrícolas. A principios de 1563, le llegó un correo desde Lima que le hacía saber que el virrey Diego López de Zúñiga y Velasco, conde de Nieva, lo designaba como gobernador del Tucumán.
Para esta designación el virrey tuvo en cuenta la petición de los cabildos y habitantes del Tucumán, por haberse rebelado en ella los naturales, matando a muchos españoles. Aguirre conocía perfectamente a los indígenas del Tucumán y sabía cómo combatirlos.

## Segundo gobierno del Tucumán (1563-1567)

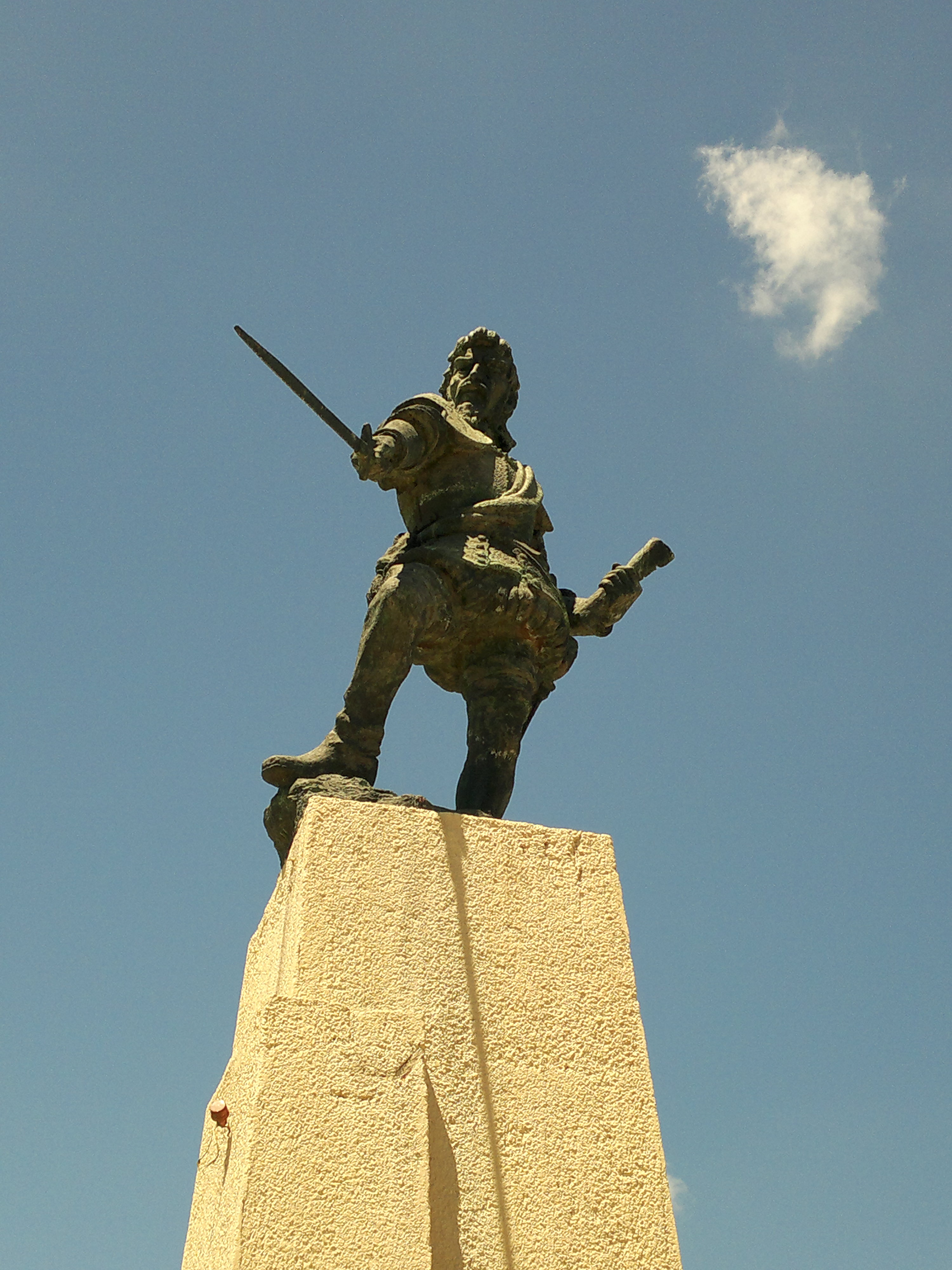
Estatua de Francisco de Aguirre, obra de Roberto Delgado; Santiago del Estero, Argentina.

Cuando la conquista de esa región estaba a punto de perderse, Aguirre asentó nuevamente la dominación española. Tras el fracaso de Gregorio de Castañeda, quien huyó de la gobernación acompañado por veinte soldados a caballo, la situación de la provincia se tornó peligrosísima, en especial para los habitantes de la ciudad de Santiago del Estero. En ella habían quedado defendiéndola los viejos conquistadores Miguel de Ardiles, Gaspar de Medina, Hernán Mejía de Mirabal, Juan Pérez Moreno, Sánchez Garzón, etc.
A Chile y Perú llegaron pronto esas noticias preocupantes y el virrey entendió que el único que podía manejar esa situación era el capitán Francisco de Aguirre, quien conocía a la perfección esa tierra y el modo de combatir a sus indígenas. Si bien Aguirre tenía 63 años de edad, evidentemente se sentía con vigor como para encarar este nuevo desafío.
Aguirre planificó pasar a Charcas y organizar allí su ejército antes de asumir la gobernación. Para ello envió a su hijo Hernando, en el verano entre 1563 y 1564 con un puñado de hombres anticipando su llegada. Y por otro camino, Aguirre se fue a lo que es hoy Salta. Su hijo Hernando llegó a Santiago del Estero, pero otro hijo suyo menor, Valeriano, fue muerto por los indígenas del lugar. El propio Francisco de Aguirre y otros dos de sus hijos resultaron también heridos. Aguirre se atrincheró en Santiago del Estero y envió a su yerno Francisco de Godoy a Chile en busca de socorros.
Aguirre volvió a la provincia como hombre del Perú, no ya de Chile, como la primera vez. En esta oportunidad, trajo a su familia desde Chile. Era deplorable el estado de la provincia cuando llegó. Sólo encontró escombros calcinados donde estuvieron las ciudades fundadas por Juan Pérez de Zurita. Los naturales continuaban con sus actos de pillaje y asediaban la ciudad de Santiago del Estero, convertida nuevamente en el único baluarte y refugio español del Tucumán. Otra vez en el mando, Aguirre organizó sus tropas y con todo brío se lanzó contra los aborígenes y los fue derrotando sucesivamente.
En 1564 la lucha contra los naturales era dura y Aguirre necesitaba refuerzos. Como la situación en Chile era igualmente complicada y no le sería fácil conseguir allí soldados disponibles, Aguirre organizó un viaje a Charcas. Para esa época, como rebosaba de riquezas por las minas de Potosí, había allí muchos aventureros disponibles. Ese viaje lo realizó acompañado con pocos soldados y en el camino fue atacado por los calchaquíes. Murieron muchos soldados, entre ellos el segundo hijo del gobernador, Francisco de Aguirre "el mozo", y el propio Aguirre salió con muchas heridas en su cuerpo. Milagrosamente fue salvado por un capitán con una partida de soldados que lo estaban esperando en esa zona. Malherido, Aguirre regresó a Santiago del Estero.
A Charcas llegaron noticias que el que había fallecido era el gobernador Aguirre. El 6 de marzo de 1565 el licenciado Lope García de Castro, a cargo del gobierno en Perú, designó como gobernador del Tucumán a Martín de Almendras para sustituir a Francisco de Aguirre. Organizaron una partida con más de 100 soldados poniendo al frente de ella al capitán Almendras, que en el camino fue muerto por los calchaquíes en Humahuaca. Tras esa baja, continuaron bajo el mando de su maestre de campo, Jerónimo de Alanís. La actitud de la Real Audiencia de Charcas fue turbia, puesto que aclarada la cuestión de que Aguirre no había fallecido, igual envió a su sustituto. Esto se debió a que el presidente de la Audiencia, Pedro Ramírez de Quiñones, era enemigo personal de Aguirre y tenía permanentes diferencias con él. Juan de Matienzo, oidor de la Audiencia de Charcas, informó que la orden que llevaba Almendras era traer a Aguirre "preso o muerto", como lo hicieron los otros que fueron con él. Bajo la apariencia de un socorro a la ciudad de Santiago del Estero, se estaba enviando una tropa de intervención con órdenes secretas para destituir al gobernador.
Al llegar los auxilios de Francisco de Godoy, yerno de Aguirre, había traído desde Chile unos 40 hombres, más 30 que le enviara el gobernador de Charcas. Todo ello proporcionó al gobernador Aguirre unos 190 hombres, que lo entusiasmaron para intentar la fundación de una ciudad en los Comechingones en las inmediaciones de las sierras cordobesas, otra sobre el río Paraná, para finalmente fundar un puerto sobre el Río de la Plata.
En 1565 llegaron a Santiago del Estero los clérigos Francisco Hidalgo y Julián Martínez y con ambos Aguirre tuvo problemas y los expulsó. A Martínez le negó la investidura de vicario foráneo, lo consideraba como un amigo de sus adversarios y un día hasta llegó a abofetearlo. Llegó a decir que las misas de ese sacerdote no eran válidas y mandó a pregonar que nadie tratase ni se comunicase con dicho vicario. Y cuando el sacerdote lo amenazó con la excomunión, le contestó: "que esas cosas para vosotros son temibles, pero no para mí".

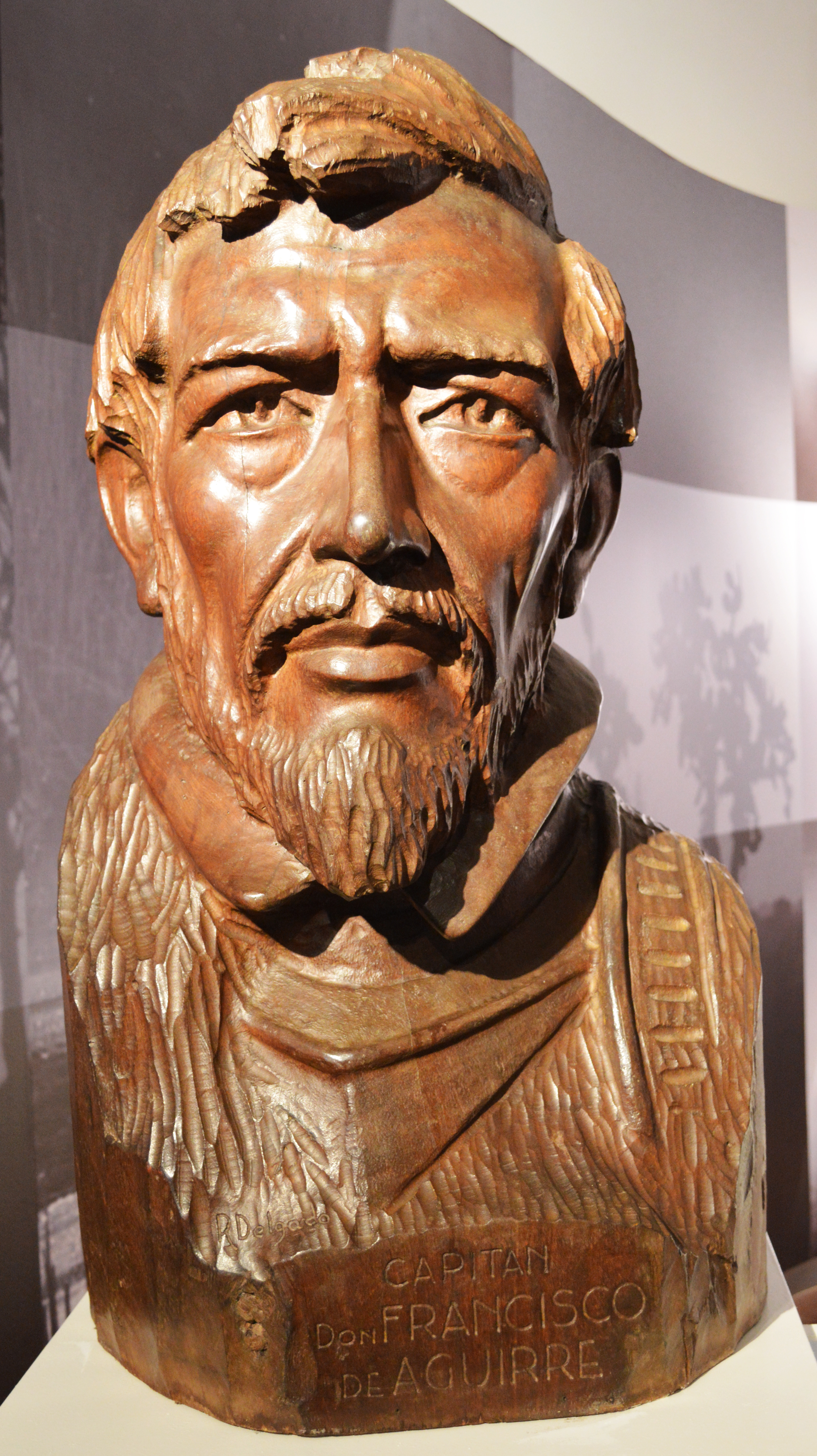
Busto de Francisco de Aguirre, por Roberto Delgado; Centro Cultural del Bicentenario de Santiago del Estero.

En abril de 1565, Aguirre pensó en desarrollar su proyecto personal de unir el Tucumán con el Río de la Plata. Tomó la decisión de fundar una nueva ciudad en el lugar donde había estado situada El Barco I de Núñez de Prado y Cañete de Pérez de Zurita. Aguirre eligió el lugar, que estaba situado a la entrada de las montañas, como un baluarte para prevenir posibles rebeliones de los belicosos calchaquíes. Para ello envió a sus capitanes Nicolás Carrizo y Hernán Mejía de Mirabal, a tranquilizar a los indígenas de la zona. Como Santiago del Estero contaba en ese momento con elementos recién llegados desde Charcas y de Chile, puso 50 hombres, caballos, armas, indígenas y provisiones necesarias. Ordenó al capitán Diego de Villarroel como su teniente de gobernador y capitán y que poblara un pueblo que se llamaría San Miguel de Tucumán, en el campo que los naturales denominaban en su lengua Ibatín, a 25 leguas de Santiago del Estero, en el actual departamento de Monteros, hoy Villa Quinteros.
El gobernador del Perú, García de Castro, confirmó a Francisco de Aguirre como gobernador del Tucumán a mediados de 1565, al ver cuán bien se había desempeñado y que le habían matado a su hijo. El rey Felipe II confirmó este nombramiento el 25 de febrero de 1567.
En 1566 llegaron del Perú unos socorros que habían sido enviados por las autoridades de la Audiencia de Charcas. Eran más de 100 soldados que venían comandados por Martín de Almendras, pero él fue muerto por los indígenas calchaquíes en Humahuaca. Tras esa baja, continuaron bajo el mando de su maestre de campo, Jerónimo de Alanís. Entre ellos también venía el clérigo Julián Martínez, con quien Aguirre tuvo un serio altercado. Este grupo fue bien recibido por Aguirre ya que esperaba ansiosamente esos auxilios.
Lo que el gobernador desconocía era la existencia de una puja de poder entre el virrey Lope García de Castro, y los integrantes de la Real Audiencia de Charcas, presidida por Pedro Ramírez de Quiñones, enemigo declarado de Aguirre, quienes pretendían tener el mando absoluto de la provincia del Tucumán. La fracción militar enviada desde Charcas traía un jefe, Almendras, que venía con la expresa instrucción de hacerse cargo de la gobernación. Esa expedición respondía a los fines siniestros del presidente de la Audiencia de Charcas y de sus miembros.
En 1567, Aguirre partió hacia los comechingones para fundar una ciudad. Habían caminado ya unas 60 leguas aproximadamente, cuando estalló un motín que echó por tierra todos sus planes. Los tenientes de Almendras, Diego de Heredia, Juan de Berzocana y Jerónimo de Holguín, se amotinaron y prendieron a Francisco de Aguirre, a su hijo Hernando y a su yerno Francisco de Godoy y amenazaron de muerte a los otros leales que los acompañaban. Les informaron que tomaban esa actitud por órdenes de la Real Audiencia de Charcas, que seguía en este caso expresas instrucciones del Tribunal de la Inquisición, por supuestas herejías suyas y lo remitieron preso a Lima.
De regreso a Santiago del Estero, depusieron de sus cargos a todos los miembros del Cabildo y asumieron como gobernadores de facto por unos días en 1566. Los leales al mando de Gaspar de Medina, que había quedado en la ciudad como teniente de gobernador, pudieron huir en dirección hacia Conso, en las sierras de Guasayán.
Aprisionado Aguirre, los sediciosos depusieron al vicario padre Payán y lo reemplazaron por el padre Julián Martínez, enemistado con Aguirre. Este sacerdote convino con los amotinados que manifestaría que tenía encargo del Santo Oficio de prenderlo, e inició un proceso en su contra. Rápidamente y acompañado de quince amenazantes arcabuceros recorrieron casa por casa buscando testigos que fuesen a declarar en contra del gobernador. Lo viciado de ese procedimiento fue que el mismo sacerdote Martínez fue el juez, y los acusadores fueron testigos.
Dueños de la situación en Santiago del Estero, los amotinados produjeron toda clase de desmanes, asesinaron, robaron todos los bienes de Aguirre, de sus hijos, de sus indígenas y de sus parciales. Los amotinados lo enviaron preso a Charcas, argumentando tener órdenes del presidente de la Audiencia, aunque más tarde aclararon que serían órdenes del Tribunal de la Inquisición. Cuando los leales a Aguirre retomaron el control, los sublevados fueron procesados, condenados y ahorcados en la plaza principal.
Diego Pacheco reemplazó a Aguirre al hacerse cargo de la gobernación.  Pacheco castigó a los revoltosos, y a Holguín lo envió preso al Perú, donde fue condenado a muerte.

## Segundo proceso de Aguirre (1568)
Remitido Aguirre a Charcas, fue encarcelado. Sus poderosos enemigos de la Real Audiencia le promovieron un caso de Inquisición, que era el único medio que tenían a su alcance, ya que no había acusaciones por comisión de delitos en su contra: lo acusaron de hereje. Todo con el objeto de arrancarle y privarlo del gobierno de su provincia. El nuevo proceso a Aguirre fue inquisitorial, con un tribunal especial integrado por religiosos. Los trámites duraron más de dos años. En realidad el objetivo perseguido era impedir que Aguirre continuara al mando y evitar que pudiera fundar las ciudades que él tenía planeadas.
Este juicio inquisitorial duró dos años y medio, y pesó mucho en el proceso la brillante hoja de servicios del viejo conquistador a la Monarquía Española, de insuperable actuación en la región. La sentencia fue leve, condenándolo a prisión, pero se la dieron por purgada con el tiempo que ya llevaba detenido; con una condena accesoria de pagar una multa de 1500 pesos, de pagar el costo de una campana de dos arrobas para la iglesia de Santiago del Estero y a una abjuración en misa mayor.
Aguirre sufrió prisión por casi tres años en Lima. El 15 de octubre de 1568 abjuró de sus herejías y fue absuelto el 1 de abril de 1569, tras lo cual marchó de nuevo hacia su gobernación.
Este proceso fue duramente criticado por el visitador Juan Ruiz de Prado, quien al examinarlo efectuó la más amarga censura para el Tribunal que juzgó a Aguirre. Esta causa tuvo por objeto presentar a Aguirre como un energúmeno, enemigo de la religión, intolerante, intratable y cruel. La paralización del proceso durante tantos años, revela la deliberada voluntad del tribunal que lo juzgaba de tener a Aguirre encarcelado. Sostuvo “que por la prueba testimonial aportada no podía la Inquisición detener a Francisco de Aguirre, cuanto más a un hombre como este, que, allende de ser de más de setenta años y que había servido mucho al rey y con gran fidelidad, era gobernador del Tucumán designado por Su Majestad y bien nacido, y traerlo preso por la Inquisición desde aquella tierra hasta aquí y secuestrarle sus bienes, lo tengo por caso grave”. Otras personas procesadas por la Inquisición fueron, además del conquistador, su hijo Hernando de Aguirre y sus sobrinos Juan Crisóstomo de Aguirre y Marco Antonio de Aguirre.
En realidad, el objetivo perseguido era impedir que Aguirre continuara al mando y evitar que pudiera fundar las ciudades que él tenía planeadas. Esta interferencia de la Inquisición burló la resolución del virrey, que era quien lo había designado para el cargo.

## Abjuración en Lima (1569)
El 1 de abril de 1569 Aguirre se vio obligado a abjurar ante el Santo Oficio de la Inquisición de Lima, de muchas afirmaciones que él había efectuado con anterioridad.
Reconoció que las hizo sin ánimo de ofender a Dios y con ignorancia y que habían sido escandalosas. Reconoció haber dicho a la gente que no tuviera pena por no ir a misa; que no había otro Papa ni Obispo que él; que él era el vicario general en lo espiritual y temporal; que había dispensado a los indígenas para que pudieran trabajar los domingos y fiestas de guardar; que ningún clérigo de la gobernación tenía poder de administrar los sacramentos; que había mandado que al padre Francisco Hidalgo, que era el vicario de la gobernación, no lo llamaran vicario; que las excomuniones eran temibles para los hombrecillos, pero no para él; que cuando en una república hubiese que desterrar a un clérigo o a un herrero, antes desterraría al sacerdote, por ser él menos provechoso; que ningún religioso que no fuese casado podía dejar de estar amancebado; que comió carne los días prohibidos y que les decía a las demás personas que así lo hacía él; que se hace más servicio a Dios en hacer mestizos, que el pecado que con ello se hace; que no se fiasen mucho en rezar, ya que él conocía a un hombre que rezaba mucho y se fue al infierno; entre otras.
Se labró un acta de esa abjuración, que firmó el propio Aguirre y las autoridades del Santo Oficio. Fue absuelto, tras lo cual marchó de nuevo hacia su gobernación.

## Tercer gobierno del Tucumán (1569-1570)

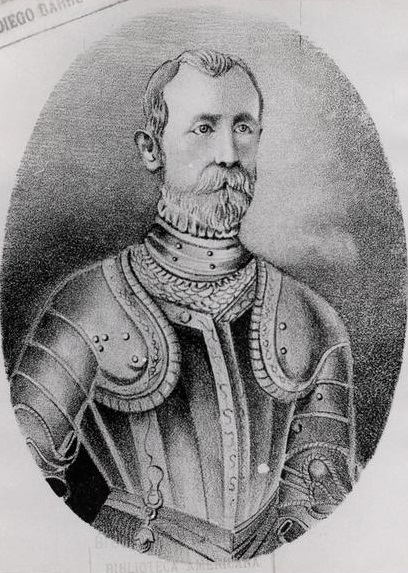
Francisco de Aguirre.

En 1569, una vez absuelto de su proceso en Lima, Francisco de Aguirre regresó a Santiago del Estero como gobernador del Tucumán. Esta vez fue designado por el propio rey Felipe II de España. Cabe destacar que mientras desde Charcas el señor obispo y los integrantes de la Audiencia le escribían al Consejo de Indias en España, enviando copia de las denuncias presentadas en contra de Aguirre, desde allí llegaba una designación del propio rey a favor del viejo conquistador. Esta designación era independiente del virrey del Perú.
En su viaje de regreso, fue alcanzado por un sacerdote que le llevaba un mensaje del Santo Oficio. Aguirre se enfureció con la presencia del fraile mensajero y tras vituperarlo lo amenazó con colgarlo en ese mismo momento del árbol que estaba frente suyo. Ante esa situación, el fraile regresó a toda velocidad hacia Lima para denunciarlo.
El regreso de Aguirre no fue fácil, ya que en el camino le acechaban partidas enviadas por el virrey, o por Cabrera, o por la gente de la Audiencia de Charcas. Presumiblemente era para asesinarlo en el camino y evitar que llegara a la capital provincial, pero afortunadamente pudo sortear esos obstáculos y llegó a destino.
Aguirre regresó deseoso de vengar el ultraje que le habían inferido sus enemigos. Si bien Gaspar de Medina le informó que los cabecillas del motín, Heredia y Berzocana, ya habían sido ajusticiados y muertos, Aguirre no quería dejar sin castigo a todos los que habían colaborado con ese motín. De modo que repuesto en el cargo, lo primero que hizo fue anunciar con pregón que desterraba de la provincia a todas aquellas personas que habían conspirado en su contra y lo habían apresado en 1566, con la advertencia de que si regresaban serían muertos. No sólo castigó a quienes participaron efectivamente, sino también a los sospechosos.
Comenzó con su tarea de preparar una nueva expedición para poder fundar la ciudad que tenía en mente: la que es hoy Córdoba. Como tenía temor de un nuevo atentado en su contra, construyó en Santiago del Estero una casa que era una verdadera fortificación, con murallas, un foso que le rodeaba, un cañón que había hecho traer desde Chile y guardias permanentes.
Fue tal el rigor que empleó para con sus viejos enemigos, que ante las denuncias de los perseguidos debieron intervenir el Santo Oficio y el virrey Francisco de Toledo, quienes enviaron al visitador Pedro Diego de Arana para que lo prendiese nuevamente y lo remitiera a Lima, lo que se efectivizó en octubre de 1570. En este caso también una orden o designación del rey fue burlada por maniobras de la Audiencia y del Santo Oficio.
En esta oportunidad, Aguirre fue acompañado por Juan Pérez Moreno, como procurador de la provincia y como acusador ante el virrey. Este fue el destierro para siempre, puesto que el conquistador Francisco de Aguirre no regresó más a Santiago del Estero ni al Tucumán.

## Tercer proceso de Aguirre (1571)
Este último proceso fue una suerte de reapertura del anterior; las acusaciones no eran de peso, como por ejemplo discutir y haber abofeteado a un sacerdote. Pero duró desde 1571 hasta 1575, no obstante se elevaron denuncias al rey de graves irregularidades en el proceso. Pero detrás de esa trama estaban el propio virrey Francisco de Toledo, el presidente de la Real Audiencia de Charcas, Pedro Ramírez de Quiñones, y esta vez un nuevo enemigo, Jerónimo Luis de Cabrera, un acaudalado vecino de Charcas, que aspiraba a ser gobernador del Tucumán y aportaba ingentes sumas de dinero para urdir pruebas en contra de Aguirre y mantenerlo en la cárcel. Cabrera logró su cometido y que el virrey lo designara en ese cargo en 1571. Cabrera fundó en Comechingones la ciudad de Córdoba, planeada y soñada por Aguirre y que la gente del Perú no quería que él fundase.
De los 90 cargos que se le imputaron a Aguirre en las tres sentencias, sólo se computaron aquellos que implicaban errores contra la Santa Fe Católica. Este último proceso tardaría más de cinco años para que dictara sentencia, la que traería una condena accesoria: el destierro del reo para siempre de la Provincia de Tucumán, Juríes y Diaguitas. El conquistador estuvo preso en Lima desde 1570 hasta fines de febrero de 1576. Cuando fue liberado, marchó de nuevo a su casa en La Serena.

## Últimos años de vida

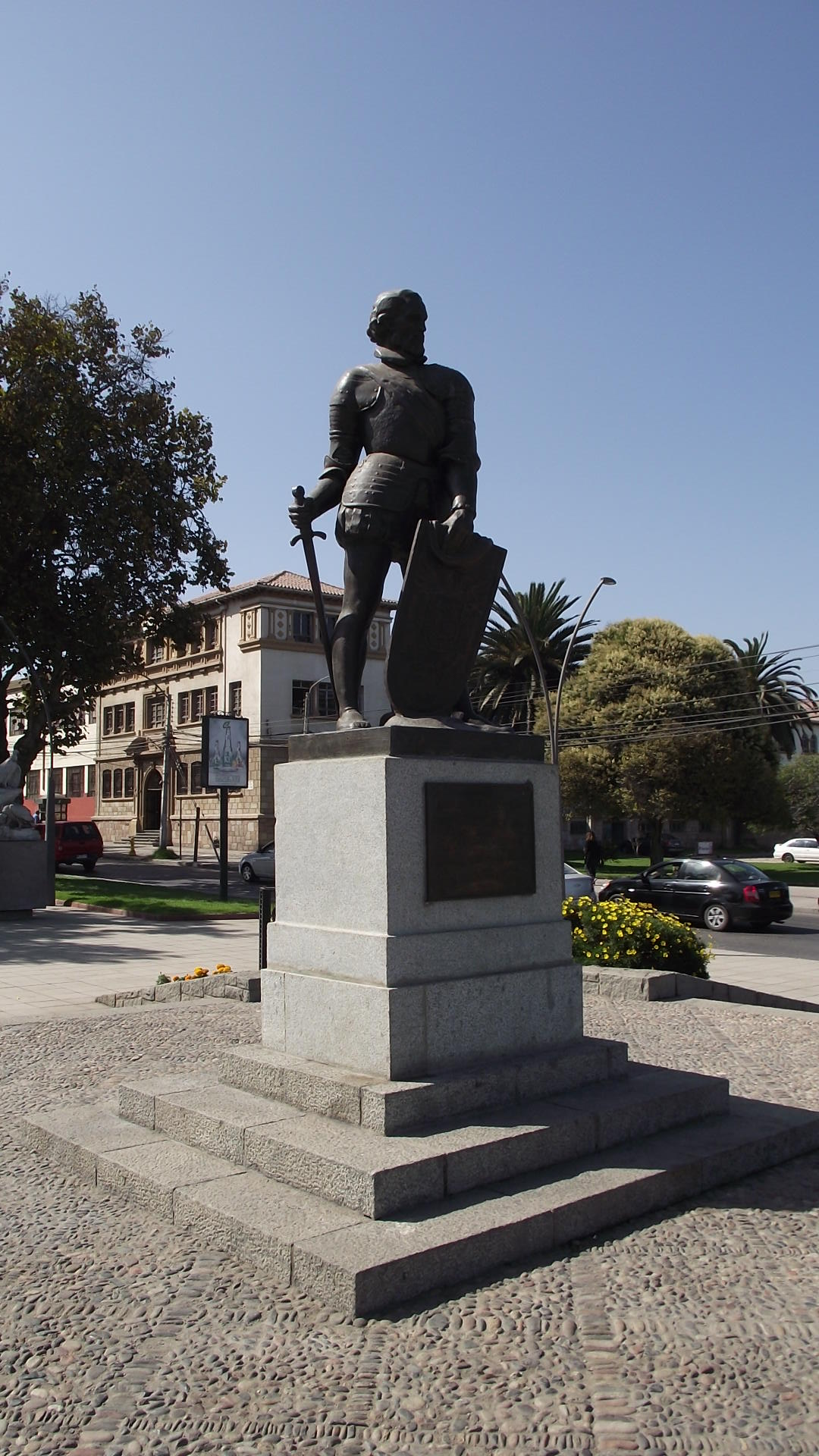
Monumento a Francisco de Aguirre, obra de Juan Adsuara en la avenida homónima, La Serena.

En abril de 1576, regresó a Chile y se estableció modestamente en la ciudad de La Serena, donde tenía su encomienda y se dedicó a las labores de campo. Estando allí, el pirata inglés Francis Drake quiso atacar la ciudad, siendo su hijo, Hernando de Aguirre, quien lideró la defensa de la ciudad y evitó el asalto y saqueo de la misma.
Francisco de Aguirre murió en La Serena en 1581, sus restos fueron enterrados en la iglesia matriz (actual Catedral), pero se desconoce el lugar exacto de su tumba debido a las diversas modificaciones que ha tenido el templo y la pérdida de la mayoría de las actas del cabildo anteriores a 1680.

## Matrimonio y descendencia
De su matrimonio con María de Torres y Meneses nacieron cinco hijos:
- Hernando Aguirre Meneses Torres: nacido en 1528. Se casó en 1567 con Agustina Matienzo Toro, que era hija del oidor de ese apellido de la Real Audiencia de Charcas;
- Valeriano Aguirre Meneses Torres: fallecido en Salta en 1564;
- Constanza Aguirre Meneses Torres: contrajo matrimonio con Juan Jufré y Montesa, fundador de Mendoza y San Juan;
- Isabel Aguirre Meneses Torres: se casó con Francisco de Godoy, que acompañó Aguirre en varias incursiones.
- Eufrasia Aguirre Meneses Torres: fue religiosa.

Cabe aclarar que Francisco de Aguirre fue el conquistador más prolífico de Chile y del Tucumán, con cinco hijos españoles mencionados y cincuenta mestizos extramatrimoniales que se le conocieron. Uno de sus descendientes fue el patriota Manuel Rodríguez que se distinguió en la Guerra de Independencia de Chile, Aníbal Pinto Garmendia y Sebastián Piñera Echeñique, eso por el lado de Chile. Por el lado de Argentina, está el prócer Mariano Boedo, que siguiendo por su descendencia está Arturo Oñiativia. También hay algunas mujeres destacadas como la madre de Mariano Boedo María Magdalena de Aguirre y Aguirre nieta de don Francisco de Aguirre Regidor y Alcalde de la Hermandad de Salta, e hijo de Ventura de Aguirre Alcalde de Salta. Continuando con mujeres Delicia Boedo y Tamayo, o Angélica Ramona Moreno Lobo una de las primeras mujeres Argentina en estudiar química en farmacéutica.

## Crítica
En todas las probanzas de méritos y servicios aparece acreditada la admiración general por la pericia de Aguirre y su sabiduría en el trato para con los indígenas. Estaba considerado como  "la mejor lanza venida a Chile". Esa capacidad le permitió que con un puñado de hombres dominara la región de Arauco en un plazo de seis meses, en una región donde antes habían fracasado otros importantes conquistadores como Valdivia, Valdivieso, Maldonado, Villagra, Jufré, etc.
Antenor Álvarez trazó la semblanza de Aguirre: 

Fue gobernador del Tucumán tres veces, en 1553, 1563 y 1569. Sufrió persecuciones debido a su severidad y soberbia. Ambicioso de gloria, llegó a ser el más grande de los conquistadores de la epopeya del Tucumán, de actuación preeminente en la historia de tres naciones americanas, es considerado por sus cualidades de valor legendario, patriotismo y de recio luchador sin tregua alrededor de medio siglo, como una de las figuras más culminantes de conquistador, que mejor permiten apreciar el alma de los guerreros que consumaron el dominio de la conquista de América. Murió en el valle de Copiapó en 1581, olvidado de sus contemporáneos, rodeado únicamente de tribus indígenas que velaban y cuidaban su soledad. Hasta los pueblos que fundó y mandó fundar lo olvidaron durante siglos.

Su carácter fuerte y dominante fue muchas veces la causa por la cual se hizo de numerosos enemigos en distintos ámbitos. Juan Jufré, defendiendo a su suegro Aguirre cuando fue detenido por última vez, declaró ante el Santo Oficio: 

Las denuncias en contra del conquistador son sólo pasiones de émulos suyos, y que por envidias y diferencias entre ellos, han levantado cosas en deshonor suyo.

### Ideología de Francisco de Aguirre

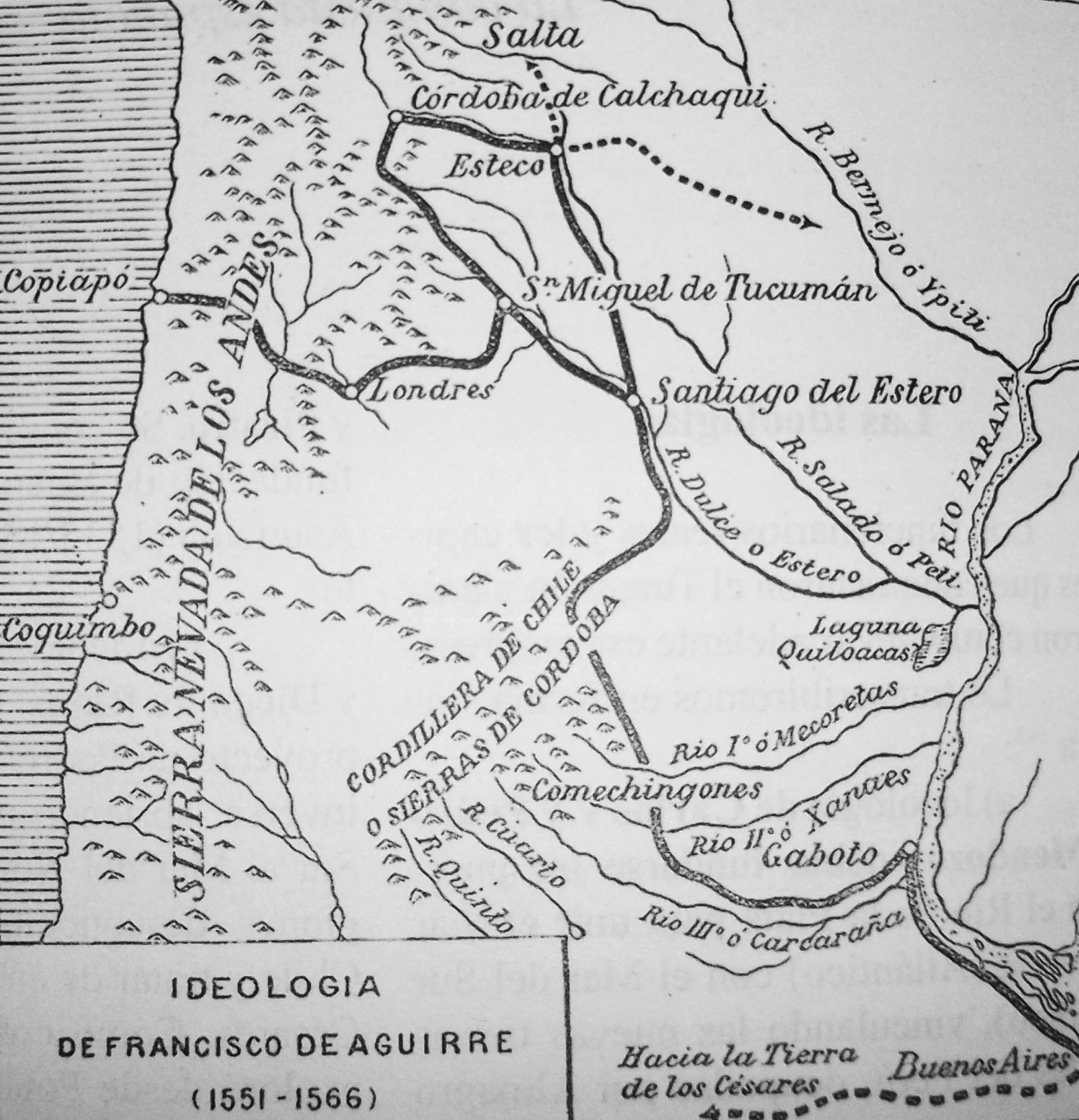
Ideología de Francisco de Aguirre (1551-1566).

Francisco de Aguirre había planeado unir el océano Pacífico con el Atlántico desde La Serena hasta el Río de la Plata.
Profundizando en esos planes, Aguirre ideó una línea de ciudades entre Copiapó y Buenos Aires, pasando por San Miguel de Tucumán, Santiago del Estero y una próxima a fundar en la provincia de los comechingones, que sería la Córdoba fundada por Cabrera. De esta manera quedarían unidos el Mar del Sur y el Mar del Norte, asegurando el contacto de las provincias mediterráneas con ambos océanos, y permitiendo la salida de los productos de Chile y del Tucumán al Atlántico y de esa manera una vía directa a España, evitándose el viaje por Panamá.
Decía Aguirre en carta al virrey Francisco de Toledo, con fecha 8 de diciembre de 1569:

Determiné enviar a mi hijo Hernando de Aguirre con 120 hombres muy bien armados y poblar un pueblo en medio de los dos ríos que entran en el Río de la Plata, que entra al Mar del Norte, desde donde pudiesen ir a España en 40 días, sin peligro de corsarios, los de esta gobernación, como los del Paraguay, de Chile y del Perú.

Hay que destacar la capacidad de Aguirre de anticiparse y proyectar su ideología mucho antes que lo hicieran Juan de Matienzo, Francisco de Toledo y Juan de Garay, señalando la puerta de salida hacia el Río de la Plata a través de los comechingones (Córdoba) y un puerto sobre ese río y el Paraná. Al mismo tiempo crear pueblos defensivos en las sierras de Tucumán, en los valles Calchaquíes y Salta